# زندان مرکزی قندهار
زندان مرکزی قندهار یا محبس مرکزی قندهار زندانی با حفاظت متوسط در قندهار در افغانستان است. این زندان در دههٔ ۱۹۷۰ تأسیس شد و گنجایش ۱۹۰۰ زندانی را دارد.